# Bolão (aposta)
Bolão é uma modalidade de aposta, inoficiosa na maioria dos casos, que pode ocorrer de duas formas - numa, vários apostadores se juntam para adquirir uma série de cartões de apostas, aumentando assim a probabilidade de acertos, e com posterior divisão dos prêmios; e a variante popular, que é a de apostar no resultado de um evento futuro, em geral esportivo como os gols de uma partida de futebol.

## Bolão de apostas
Este tipo de "bolão" é bastante difundido no Brasil, tendo sido incorporado informalmente pelas casas lotéricas como forma de vender mais bilhetes de concursos como a Mega-Sena - neste último caso tornado bastante conhecido no início de 2010, quando um grupo de apostadores do Rio Grande do Sul deixou de ganhar um prêmio recorde da loteria quando a funcionária do estabelecimento deixou de registrar os números no sistema operado pela Caixa Econômica Federal, ensejando a abertura de inquérito policial e uma declaração oficial da entidade financeira negando apoio a este tipo de prática das lotéricas credenciadas.

## Bolão de prognóstico
Modalidade bastante difundida, sobretudo nos países hispânicos, quando recebe o nome de polla (hispanificação da palavra inglesa poll - que pode ser traduzida como apuração de votos), chegando a ser institucionalizada em alguns lugares, como no Chile, em que os prognósticos são feitos por uma empresa governamental.
Neste caso, as apostas são recolhidas individualmente, e cada apostador indica qual o resultado em um evento futuro, que podem ir do placar de uma partida desportiva ao número de votos de um candidato numa eleição. Também ocorre no caso de um campeonato, em que se aposta quais equipes passarão para uma fase seguinte.
Este modelo de bolão é muito utilizado no Brasil em especial na Copa do Mundo de Futebol da FIFA. Diversos grupos de amigos, colegas de trabalho, familiares se organizam para fazer os prognósticos dos resultados dos jogos da competição através de sites e aplicativos de celular. 